# Only the Good Die Young
«Only the Good Die Young» es una canción de Billy Joel publicada en 1977 en el álbum pop rock, The Stranger.  La canción provocó controversia en su época porque la letra describía como un chico (que probablemente sea él mismo) trataba de convencer a una chica católica que era virgen a tener relaciones sexuales con él.

## Sinopsis
El nombre de la chica, "Virginia," hace referencia a virgen. El chico cree que ella le rechaza porque proviene de una familia católica que sabe que el sexo antes del matrimonio es pecado. Él canta, "You Catholic girls start much too late,/ but sooner or later it comes down to fate./ I might as well be the one." Percibida como "anticatólica", la canción fue prohibida en muchas emisoras de radio. "Cuando escribí 'Only the Good Die Young', el propósito de la canción no era tanto anticatólico como a favor de la lujuria", dijo Joel en la revista Performing Songwriter. "En el momento en el que lo prohibieron, el álbum empezó a subir en las listas." En una entrevista en 2008 Joel señaló una parte de la letra que los críticos habían obviado: el chico en la canción no consigue llegar a ninguna parte con la chica y ella mantiene su castidad.

## Versión de la maqueta
Una maqueta, incluida en el álbum My Lives, muestra una versión reggae más lenta de la canción. Joel usa un órgano de iglesia en la canción, apoyando la temática general de la canción. Joel ha declarado públicamente que cambió el ritmo reggae a un ritmo shuffle a petición de su batería de toda la vida, Liberty DeVitto, quién odiaba la música reggae.

## Lista de canciones

### Sencillo de 7" (1977)
1. «Only The Good Die Young» – (3:54)
2. «Get It Right The First Time» – (3:32)

## Posiciones en lista
| Lista (1977)           | Mayor puesto |
| ---------------------- | ------------ |
| U.S. Billboard Hot 100 | 24           |

## Versiones
- Def Leppard hace referencia a esta canción en su tema "Only the Good Die Young"
- En el capítulo estrenado el 5 de octubre de 2010 de Glee, la canción es interpretada por el personaje Puck (Mark Salling).[4]